# Хардислебен
Хардислебен (њем. Hardisleben) општина је у њемачкој савезној држави Тирингија. Једно је од 55 општинских средишта округа Земерда. Према процјени из 2010. у општини је живјело 604 становника. Посједује регионалну шифру (AGS) 16068024.

## Географски и демографски подаци
Хардислебен се налази у савезној држави Тирингија у округу Земерда. Општина се налази на надморској висини од 180 метара. Површина општине износи 9,4 km². У самом мјесту је, према процјени из 2010. године, живјело 604 становника. Просјечна густина становништва износи 64 становника/km².